# Трусовка (Мордовия)
Трусовка — упразднённая в 1996 году деревня в Рузаевском районе Республики Мордовия. Проживали русские (преимущественно).

## Название
Название-антропоним: служилые люди на Атемарской засечной черте юго-восточной границы Российского государства Трусовы были владельцами населённого пункта.

## География
Располагалась на берегу реки Левжа, в 8 км по прямой от железнодорожной станции Рузаевка.

## История
Основана в XVII веке. Из «Выписи с Саранских писцовых книг о земельных угодьях саранских стрельцов и об отмене части этих угодий на землю соседних помещиков», видно, что в 1686 году населённый пункт принадлежал Андрею Трусову.
Во второй половине XVIII века деревня принадлежала прапорщику А. В. Анненкову.
В «Списке населённых мест Пензенской губернии» 1869 года Трусовка обозначено как владельческая деревня Инсарского уезда, в которой имелось 68 дворов и проживало 496 человек обоего пола. 
Согласно «Памятной книжке Пензенской губернии за 1889 год» в Трусовке жило 579 человек. Деревня относилась к Ключарёвской волости.

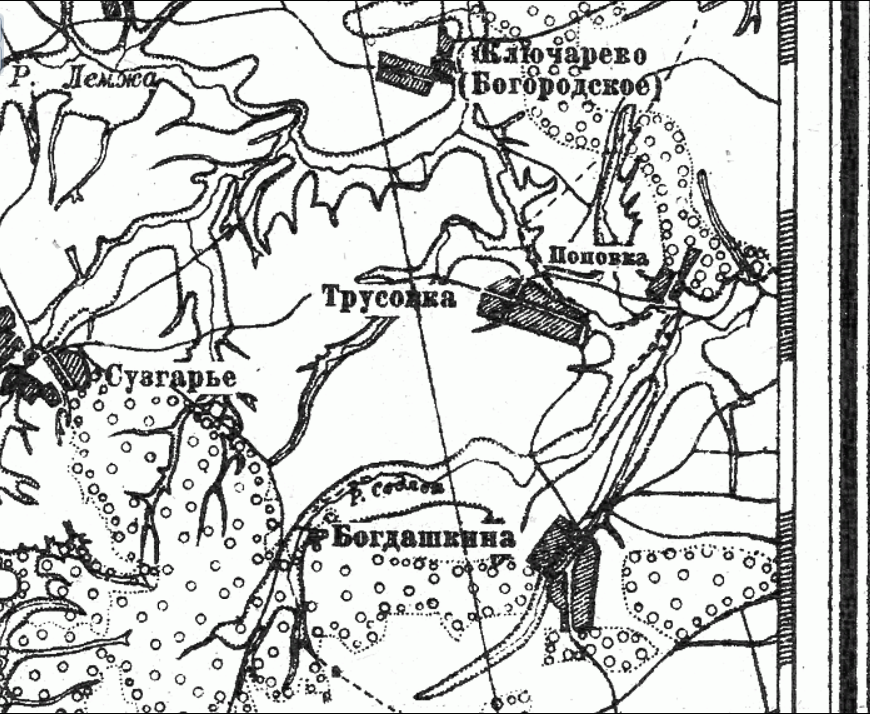
Деревня Трусовка на карте Шуберта за 1870 год.

Из «Справочной книги по Пензенской губернии на 1894 год» известно, что в Трусовке на тот момент было 109 дворов, в которых проживало 633 человека крестьянского сословия.
Крестьяне данной деревни были приписаны к церкви села Ключарёво.
В 1930-е годы в деревне был образован колхоз «Победа». В 1960-е годы был образован колхоз имени XXII съезда КПСС.
Исключена из учёта административно-территориального деления Указом Совета Государственного Собрания Республики Мордовия от 30 августа 1996 года в связи с полным исчезновением населения.

## Население
К 1869 году 496 человек, к 1889—579, на 1894 год — 633.
В 1931 году исходя из данных «Списка населённых пунктов Средне-волжского края» в Трусовке имелось 167 хозяйств и проживало 716 человек. Преобладающая национальность — русские.